# ليزا غيريرو
ليزا غيريرو (بالإنجليزية: Lisa Guerrero)‏ هي معلقة رياضية وصحفية وممثلة أمريكية، ولدت في 9 أبريل 1964 بشيكاغو في الولايات المتحدة.

## أعمال

### أفلام
- (1992) عودة الرجل الوطواط
- (2011) كرة المال[4]

## وصلات خارجية
- ليزا غيريرو على موقع IMDb (الإنجليزية)
- ليزا غيريرو على موقع ألو سيني (الفرنسية)
- ليزا غيريرو على موقع أول موفي (الإنجليزية)
- ليزا غيريرو على موقع قاعدة بيانات الفيلم (الإنجليزية)
- ليزا غيريرو على موقع كينوبويسك (الروسية)